# Kim Ki-young
Kim Ki-young (* 10. Oktober 1919 in Seoul; † 5. Februar 1998 ebenda) war ein südkoreanischer Filmregisseur.
Er war für seine psychosexuellen und melodramatischen Horrorfilme bekannt, in deren Mittelpunkt oft Frauen standen.
Sein bekanntester Film Hanyo – Das Hausmädchen (1960) über eine Femme fatale wird als einer der besten koreanischen Filme aller Zeiten angesehen. Familienvater Dong-shik gibt Fabrikarbeiterinnen Musikunterricht, während seine Frau zu Hause an der Nähmaschine arbeitet. Als sie einen Zusammenbruch erlebt, holt sich Dong eine Haushaltshilfe. Aber diese benimmt sich sonderbar, schnüffelt Dong hinterher und fängt Ratten mit den bloßen Händen. Schließlich nimmt sie einen Zwischenfall zum Anlass, eine grauenhafte Rache zu planen.

## Filmografie (Auswahl)
- 1955: Yangsan Province
- 1960: Hanyo – Das Hausmädchen
- 1972: Insect Woman
- 1975: Promise of the Flesh
- 1979: Killer Butterfly
- 1982: Woman of Fire ’82